# Ferme de la Vache
La ferme de la Vache est une ancienne ferme située à Pierreuse sur les hauteurs du centre de Liège en Belgique. Elle porte aussi le nom de maison du Croissant.

## Localisation
Cette ancienne ferme se situe aux nos 113 et 115 de la rue Pierreuse, vieille rue en forte pente du centre de la ville de Liège. Le calvaire dit Li Vî Bon Dju se situe quelques dizaines de mètres plus haut dans cette rue.

## Chronologie
Cette ferme a été érigée au cours de la seconde moitié du XVIe siècle. En 1620, les bâtiments sont occupés par les Jésuitesses anglaises. En 1630, elles sont remplacées par les Sépulcrines anglaises. En 1655, ce bien foncier devient la propriété du prince-évêque de Liège Maximilien-Henri de Bavière. Depuis la révolution liégeoise (fin du XVIIIe siècle), le bâtiment est propriété de la ville de Liège, d'abord avec la fonction d'hospices puis d'assistance publique et actuellement du CPAS. L'unique aile actuelle faisait vraisemblablement partie d'un ensemble bâti plus vaste.

## Description

### Façade avant
Cette façade le long de la rue Pierreuse a été réalisée en brique (autrefois peinte) sur un soubassement de moellons de grès houiller. Elle est percée à l'extrémité gauche d'un imposant portail de style néo-classique avec encadrement en pierre de taille transformé dans la première moitié du XIXe siècle. À l'exception d'une porte d'entrée, la façade ne possède que six petites baies rectangulaires placées sous la toiture. Une double frise constituée par des briques formant des triangles surmonte cette façade longue d'environ 25 m.

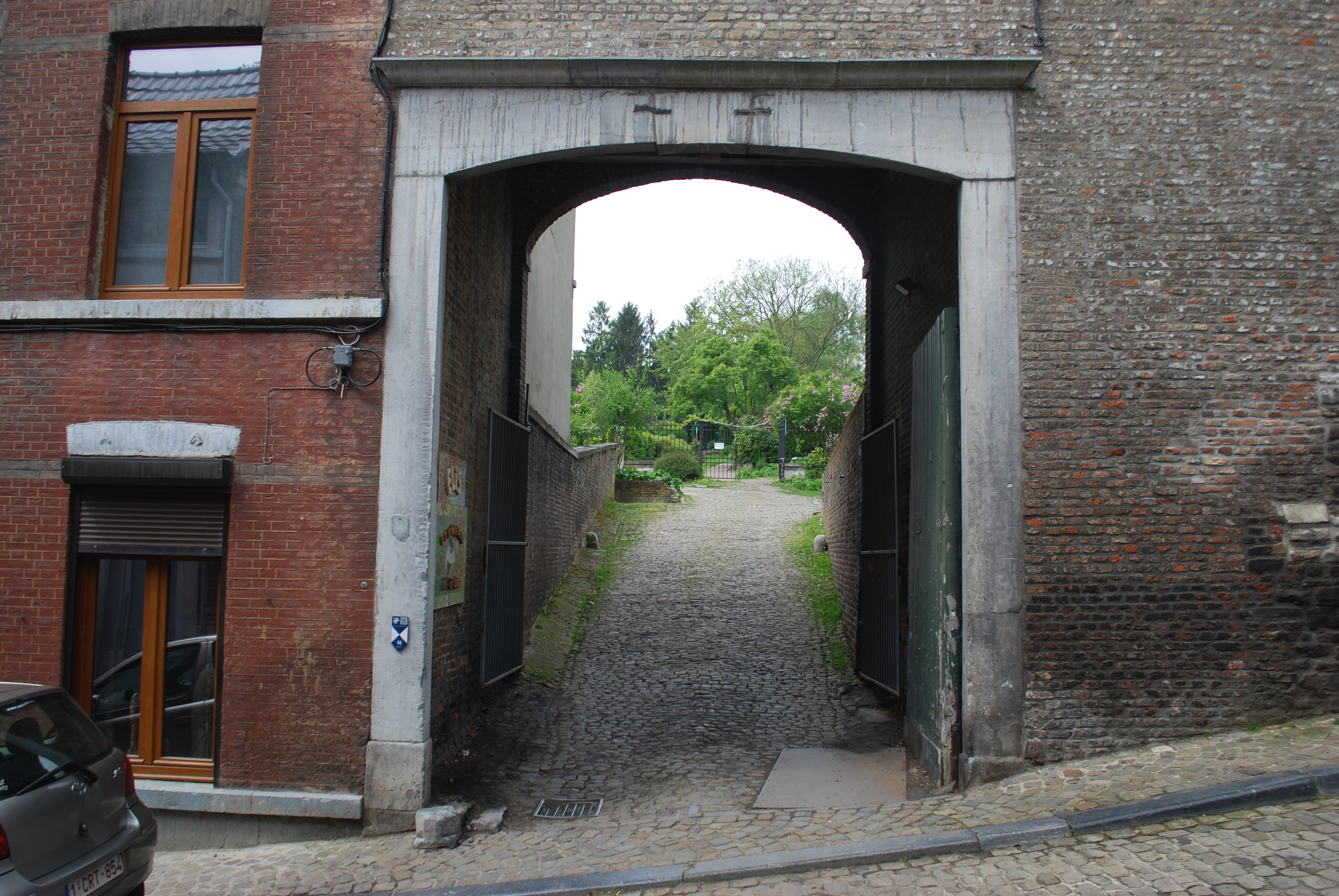
Le portail d'entrée

### Façade arrière
La façade côté cour se compose de sept arcades cintrées avec clé de voûte en pierre calcaire ou en tuffeau. Les deux arcades latérales sont les plus larges et l'arcade latérale droite est l'arrière du portail d'entrée. Huit petites baies carrées surmontent les arcades (deux baies au-dessus de l'arcade de gauche). Les six baies de gauche ont un encadrement en tuffeau. On retrouve une frise constituée de trois rangées de briques au sommet de cette façade.

## Activités
Le CPAS de Liège, par l'intermédiaire de son Service d'Insertion Sociale, y propose des ateliers collectifs alliant le jardinage biologique, le développement communautaire de quartier et la valorisation d'un site classé. Derrière la cour, se trouve un grand potager exploité dans le cadre des activités sus-mentionnées.

## Classement
La ferme de la Vache (façades, toitures, cloître) est reprise sur la liste du patrimoine immobilier classé de Liège depuis 1981.